# Democracia (Buenos Aires)
Democracia fue un diario de Argentina, fundado en la Ciudad de Buenos Aires el 3 de diciembre de 1945 por Antonio Manuel Molinari y Mauricio Birabent, con la idea de la reforma agraria, dedicado a los campesinos y a los sin tierra. Fue de los pocos medios que apoyó la candidatura de Juan Domingo Perón para las elecciones de febrero de 1946. Era un tabloide vespertino que en 1947 cambió a matutino en tamaño sábana. En 1948 pasó a integrar el conglomerado de periódicos controlado por el gobierno y fue clausurado al caer Perón en 1955. Ya con otros propietarios y orientaciones políticas, volvió a publicarse entre 1958 y 1962 y tuvo dos breves reapariciones en 1965 y 1973 para desaparecer en forma definitiva.

## Creación del diario
En octubre de 1945 el gobierno militar surgido del golpe militar del 4 de junio de 1943 convocó a elecciones generales. El coronel Juan Domingo Perón que ese mes había renunciado a sus cargos de Vicepresidente de la nación, Secretario de Guerra y Secretario de Trabajo, lanzó su candidatura presidencial y comenzó una campaña electoral en momentos en que la prensa le era adversa con excepción de los diarios La Época (del radical Eduardo Colom), el nacionalista Tribuna y el católico El Pueblo, si bien solamente el primero tenía una circulación apreciable. Otros diarios que lo apoyaron –como El Líder y El Laborista fueron fundados posteriormente.
Entre los expertos que se habían acercado al gobierno de facto se encontraban, entre otros, el ingeniero agrónomo Mauricio Birabent y el abogado Manuel A. Molinari, que era director del semanario agrario Hombre de Campo y tenía gran predicamento entre los chacareros. Molinari había sido designado por Perón en 1944 para dirigir el Consejo Agrario Nacional y ambos eran conocidos como los “georgistas argentinos”, esto es seguidores de las ideas de Henry George en materia agraria. El mayor Fernando Estrada que se desempeñaba en la Secretaría de Trabajo y Previsión y en la subcomisión de colonización del Consejo Nacional de Posguerra y había militado en el grupo FORJA, los convocó para organizar entre los tres un diario que apoyara a Perón.

## Período inicial
El nuevo medio de prensa era un vespertino editado en tamaño tabloid cuyo primer número apareció el 3 de diciembre de 1945 con el nombre de Democracia con los lemas: “Los hombres necesitados, no son hombres libres” y “Democracia es el diario liberal que admite la réplica del lector”. Durante los primeros meses el periódico se jactaba de demostrar su independencia al no tener publicidad alguna y recién más adelante incorporó solicitadas oficiales y algunas propagandas.
Su redacción estaba integrada por periodistas con cierta trayectoria y había notas que se solicitaban sobre determinados temas a columnistas convocados como, por ejemplo, a varios dirigentes del laborismo como Luis Gay y Eduardo Rumbo, entre otros.
Entre las secciones fijas estaban “Internacionales”, “La Opinión”, con la nota editorial y cartas de los lectores,  "Buenos Aires", donde se trataba la política nacional además de reportajes a candidatos laboristas o de la oposición. Otras secciones eran "Trayectoria Social/ La Mujer”, que contenía las "notas de sociales", "El hogar" y "Compre Mejor". "Diversiones" y “Crítica”, con bastante espacio para espectáculos, “Obreros/ Agricultores” -escrita por Alfredo Fernández- que siempre incluía el reportaje a una personalidad del mundo del trabajo, el primero de los cuales fue a Luis Gay. Después venían “Deportes”  y, finalmente, en la contratapa la sección "Salúdelo" con notas sobre personajes con quienes disentía la línea del diario: Spruille Braden, Alfredo Palacios, dirigentes del Partido Comunista Argentino, entre otros.

## Público al que estaba dirigido
A diferencia del diario La Época que también apoyaba a Perón pero que estaba enfocado fundamentalmente en la “masa peronista”, el análisis del lenguaje utilizado y las citas académicas que aparecían en editoriales y notas de opinión así como del lugar importante dado a secciones y columnas de crítica cultural en Democracia, muestran que este diario estaba dirigido sobre todo a un sector de público ‘ilustrado’ que en ese momento no aparecía como captado por el emergente peronismo. Si bien estaban latentes las ideas de los fundadores acerca del tema de la tierra, el propósito inicial parece ser priorizar la difusión de las bondades del peronismo entre el electorado de clase media. 

## Orientación ideológica
Resulta significativo que el editorial del primer número –titulado “El Anti-Perón” y firmado con un seudónimo por su autor Molinario- comenzara con un epígrafe de Harold J. Laski, que para esa fecha presidía el Partido Laborista inglés que había derrotado a Churchill en las primeras elecciones posteriores al fin de la guerra. La frase elegida señalaba la importancia de preservar la democracia tanto frente al nazismo y como al comunismo.Tanto de este editorial como de otros posteriores se expresa la idea de un vínculo indisoluble entre democracia y liberalismo, entendido este último en el sentido político y, en especial, a la libertad de 
opción y de expresión.
Gran parte de las notas del diario estaban dirigidos a combatir la visión de Perón como nazi, tema muy trajinado por la Unión Democrática en su campaña y uno de los medios usados era el argumento de lo que consideraba antecedentes nazis de algunos de los sostenedores de ésta, como por ejemplo, los de Eustaquio A. Méndez Delfino, presidente de la Bolsa de Comercio de Buenos Aires.
Democracia reivindicaba la participación del movimiento obrero en política y afirmaba que hasta la aparición de Perón en la escena pública había permanecido casi indiferente a la acción política de los partidos, incluyendo entre estos a los partidos Socialista y Comunista.
A las “clases ilustradas” no solamente les criticaba el desentendimiento acerca de la “cuestión social” sino también su falta de agudeza para advertir el peligro que corría la democracia si no se hallaba una fórmula de convivencia económica que dé a todos la seguridad imprescindible. El diario mostraba que no eran ciertos sus reparos acerca de la libertad y lo equivocados que estaban en sus diagnósticos acerca de aquel complicado presente.

## Evolución posterior a la elección presidencial de Perón
A partir del 4 de julio de 1946 el diario comenzó a publicar su suplemento agrario titulado “Tierra Mía”, con el lema “’La tierra no debe ser un bien de renta, sino un bien de trabajo’. (El presidente Perón en su primer mensaje al Congreso de la Nación)”. 
El examen de las sucesivas notas publicadas sobre el tema de la reforma agraria muestra que ellas actuaban más como recordatorio de la promesa aún incumplida que como alabanza a Perón. 
Ya en la primera nota Molinari, quien tiempo antes había renunciado a su cargo de presidente del Consejo Agrario Nacional, afirmaba que “una Revolución que ya tiene trayectoria histórica no halló el modo de cumplir el mandato popular de dar tierra al que quiere trabajarla”. 
En entrevistas muy posteriores Molinari y Biravent culpaban a “hombres con apellidos de la oligarquía que seguían vinculados al poder” y al conductor de la economía en esa etapa, Miguel Miranda. El exfuncionario peronista y experto en el tema, Horacio Giberti, declaró que ellos habían quedado absolutamente defraudados con la política agraria del primer peronismo. 
Si bien el diario dejaba muy claras sus diferencias con el comunismo y el socialismo, Molinari entendía que las medidas que proponía ayudarían a eliminar la pobreza y devolver a la comunidad lo que en justicia le correspondía. 
Durante julio y agosto de 1946 se produjo el denominado “Malón de la Paz”, una marcha a pie de indios de la Puna hasta la Plaza de Mayo reclamando las expropiaciones que Perón les había prometido durante su campaña presidencial. Tras ser recibidos por el presidente el gobierno dispuso de vagones de trenes especialmente asignados para devolverlos a su lugar de origen, sin haberles dado respuestas concretas.
El hecho repercutió en la redacción de Democracia, que no solo había cubierto con amplitud los reclamos sino que en su calidad de ingeniero agrónomo, Mauricio Birabent les había proporcionado su asistencia profesional.
A fines de 1946 el diario tenía una situación económica difícil y su conducción fue desplazada; en el editorial del 8 de octubre de 1946 anunció el retorno a su origen: “un diario combativo, ágil, moderno, como siempre al servicio de la Revolución”, afirmación que contradecía el proclamado carácter de “diario independiente” con que había nacido. 
El mayor Carlos Aloe reconoció que Democracia fue el primer medio periodístico incorporado al multimedios ALEA S.A., explicando que hacía falta un diario que sirviera a Evita de contacto directo con los “descamisados”.
En esos dos últimos meses de 1946 el diario se mantuvo defendiendo su “liberalismo” y la Reforma Agraria pero sin colisionar con el gobierno.
El 27 de enero de 1947, un editorial anunció una nueva etapa de Democracia', aunque sin aclarar quiénes eran los nuevos dueños. Ya no habría más citas de Laski y sí menciones de Evita y notas de Perón firmadas con el seudónimo de Descartes. También escribía Jorge Abelardo Ramos, bajo el seudónimo de Víctor Almagro, apoyaba al gobierno peronista desde una posición de la Izquierda Nacional. Paralelamente hubo novedades en los partidos políticos: Perón dispuso que los partidos integrantes de la coalición que lo llevara al poder debían disolverse y sus partidarios unirse en el Partido Único de la Revolución Nacional que, más adelante, se convirtió en el Partido Peronista.
A partir del 2 de mayo de 1947 cambió a matutino y pasó a editarse en formato grande, aprovechando que el gobierno de Perón le asignaba cuotas de papel de diario que retaceaba a los medios de prensa opositores. Uno de sus directores fue Raúl Apold, quien dejó el cargo en 1947 para pasar a encabezar la Dirección General de Difusión y quien llegó a dirigir todo el aparato propagandístico oficial.
Más adelante, el diario Democracia mudó su sede al edificio Alea, ubicado en la avenida Leandro N. Alem donde ya estaban las redacciones de El Laborista y de Noticias Gráficas, quedando integrado al multimedios peronista dirigido por el mayor Carlos Aloé.
En su apogeo, en 1950, Democracia representó la quintaesencia del periodismo propagandístico oficial durante el segundo mandato presidencial de Perón. En el momento de morir Eva Perón el director del periódico era Américo Barrios. 
Al ser derrocado el gobierno de Perón el periódico estuvo entre los medios de prensa clausurados por el gobierno de facto que le sucedió. Volvió a publicarse entre 1958 y 1962, durante la presidencia de Arturo Frondizi. Posteriormente se editó durante un mes en 1965 y tuvo otra brevísima reaparición en marzo de 1973.En 1975, el gobierno de Isabel Perón cedió el matutino a la Confederación General del Trabajo, que no llegó a imprimir un solo ejemplar.